# Berberis rockii
Berberis rockii là một loài thực vật có hoa trong họ Hoàng mộc. Loài này được Ahrendt mô tả khoa học đầu tiên năm 1942.